# Parole parole
Parole parole è un brano musicale inciso dalla cantante italiana Mina in duetto con l'attore Alberto Lupo, pubblicato per la prima volta su singolo il 13 aprile 1972 dall'etichetta discografica dell'artista PDU e poi inserito nell'album Cinquemilaquarantatre a giugno dello stesso anno. L'anno successivo, Dalida e Alain Delon registrarono la canzone in francese come Paroles, paroles, che divenne un successo internazionale e uno standard in Francia.

## Storia e contenuto
Sigla televisiva di chiusura della trasmissione Teatro 10, in onda in prima serata ogni sabato (dopo un mese di programmazione fu spostata alla domenica) dall'11 marzo al 14 maggio 1972, è stato uno dei grandi successi della discografia di Mina.
È il pezzo che meglio rappresenta la proficua collaborazione fra la cantante e il maestro Gianni Ferrio, che ne cura musiche e arrangiamento, unito a una geniale intuizione degli autori del programma Leo Chiosso e Giancarlo Del Re.
Questi ultimi decidono di prendere in giro la fama di seduttore del conduttore dello spettacolo Alberto Lupo, noto al pubblico come interprete dello sceneggiato La cittadella, affidandogli il ruolo del corteggiatore classico, assillante e fuori moda, che le studia tutte pur di conquistare la bellissima co-conduttrice Mina, tanto furba a non cascarci quanto caparbia a resistere alle lusinghe. Ne scaturisce un duetto, con splendide inquadrature video in cui Mina a tratti sembra quasi cedere alle risa, dove la sensuale voce recitante di lui è accompagnata dal continuo controcanto di lei.
Il video è disponibile sul DVD Gli anni Rai 1968-1972 Vol. 2, inserito in un cofanetto monografico di 10 volumi pubblicato da Rai Trade e GSU nel 2008 oppure nella confezione CD+DVD I miei preferiti (Gli anni Rai) del 2014.
L'accoppiata vincente Lupo-Mina diventa in breve, non solo in Italia ma anche all'estero, riferimento e prototipo di una nuova forma spettacolo della canzone leggera, costruita su improbabili e sarcastiche storie di circa tre minuti, tra cantato e recitato, che sceneggiano situazioni anche assurde con i personaggi più svariati, per esempio giovani fidanzati più o meno lontani, furtivi amanti telefonici, padri disperati, maestri di violino. Il successo sarà immediato e globale, al punto che ancora oggi hanno luogo continui tentativi di rivisitazione del brano, soprattutto da parte di artisti "non cantanti".
Il 7 maggio 1972, nella penultima puntata di Teatro 10, Mina e Adriano Celentano eseguono una divertente parodia del pezzo a ruoli invertiti, con Celentano che fuma con noncuranza e civetteria mentre Mina si cimenta nel recitato. Al momento di rispondere "caramelle non ne voglio più" Celentano inizia a lanciare manciate di caramelle che teneva nelle tasche della giacca. Alberto Lupo interviene solo nel finale, mentre i due amanti, cantando insieme il ritornello, si danno appuntamento a ventisei anni dopo. Anche questo video è presente sui DVD citati, mentre la sola traccia audio è contenuta nel CD I duetti di Teatro 10, pubblicato nel 1997.
Lo stesso Lupo, ospite della 4ª puntata di Milleluci (6 aprile 1974), trasmissione condotta proprio da Mina, ha proposto una sua versione ironica del brano, in cui si guarda allo specchio (come un novello Narciso) e recita con sarcastico autocompiacimento "mi guardo ed è come se fosse la prima volta".
Esiste anche una edizione in spagnolo, cantata da Mina con il calciatore Javier Zanetti, che traduce le frasi che furono di Alberto Lupo. Il brano è stato inserito dalla cantante nell'album Todavía del 2007.

## Musica e testo
Il brano ironizza su una storia d'amore che si trascina vuota e senza passione, riempita solo da vane parole e lodi melense. Il duetto è un dialogo di coppia in cui l'uomo cerca di conquistare e lusingare la donna con diverse promesse; inizialmente lei lo rifiuta e si schermisce, infine reagisce ai complimenti manifestando la sua preferenza per qualche gesto d'affetto più concreto, ma lui, estasiato e in contemplazione dell'amante, non capisce il suggerimento.
La parte maschile è in forma di recitativo, semplicemente accompagnato dalla melodia, altrimenti interamente eseguita dalla voce solista della cantante, e contiene frasi degne di una commedia rosa tra il vintage e il retrò, come "tu sei la frase d'amore cominciata e mai finita" o "se tu non ci fossi bisognerebbe inventarti"; la donna interrompe regolarmente ogni avance fatta di sviolinate, grilli e rose e esclama in risposta la celebre frase "caramelle non ne voglio più!", per arrivare al ritornello, un vero tormentone in cui il sostantivo "parole" viene ripetuto per 14 volte per poi chiudere con la frase "Soltanto parole, parole tra noi!". La musica di pari passo cresce sempre più di tono, creando tensione emotiva, per agevolare la protagonista, stanca di tante inutili romanticherie, nell'intento di lasciar impietosamente cadere nel nulla ogni invocazione dell'uomo.
Il testo registrato differisce leggermente da quello pubblicato. Mina improvvisa "chiamami tormento dai, hai visto mai" al posto di "chiamami tormento dai, già che ci sei".

## Cover
in italiano (Parole, parole)
- 1972 - I Combos (Combo Record, HP 8116)
- 1988 - Anna Oxa ed Enrico Montesano, nella prima puntata di Fantastico 9
- 1995 - Michela Andreozzi, vocalist per Nicole Grimaudo, nella compilation Non è la Rai gran finale.
- 2006 - I Montefiori Cocktail nella Raccolta n. 1 (EMI, 0946-368564-2-1)
- 2010 - Il cantautore Niccolò Fabi esegue una versione completamente rivisitata, senza la parte recitata, che vede la partecipazione di Mina nella seconda strofa. Il brano è incluso nel progetto Parole di Lulù
- 2014 - Il rapper Mondo Marcio pubblica Nella bocca della tigre, concept album realizzato con campionamenti di brani più o meno conosciuti di Mina, avendone ottenuto preventivamente il permesso. Tra questi spicca Solo parole, in cui l'artista punta il dito sulle critiche degli hater e sull'egocentrismo dei colleghi rapper, che fanno solo parole, parole, parole.
- 2011 - Éva Henger e Dr. Feelx, singolo prodotto da Dr. Feelx e Massimiliano Caroletti.
- 2014 - Claudia Gerini e Gigi Proietti
- 2023 - Sara Tommasi

in francese (Paroles... Paroles..., testo di Michaële)
- 1973 - Dalida e Alain Delon, singolo di grande successo in Francia, Giappone e Canada
- 1983 - Dalida e Ginie Galland
- 1973 - Versione satirica di Les Charlots (titolo: Paroles, paroles, joli motard)[15]
- 1996 - Ancora Alain Delon questa volta con Céline Dion, nel programma New Year's Eve dell'emittente France 2
- 2001 - I partecipanti della prima edizione francese di Star Academy, per l'emittente TF1
- 2005 - remix di Gigi D'Agostino nell'album Disco Tanz
- Amanda Lear e Titoff, rifacimento dal vivo della versione di Dalida, andata in onda su M6 e inserita dalla Lear nella raccolta Paris by Night - Greatest Hits (2005)
- 2015 - Luce e Mathieu Boogaerts
- Bianca Ortolano e Tony Conte
- Jane Lithon e John Lithon

in spagnolo (Palabras, palabras)
- 1973 - Carmen Sevilla e Paco Rabal[16]
- Silvana di Lorenzo e l'attore Jorge Vargas
- Lupita D'Alessio ed ancora Jorge Vargas
- Lucía Méndez e Salvador Rizo
- Hermanos Calatrava

in portoghese (Palavras, palavras)
- 1972 - Maysa Matarazzo cantante brasiliano e l'attore Raul Cortez
- 1972 - Tonicha e João Perry (Parole, parole, testo di Ary dos Santos)
- 2009 - Ágata / Vitor Espadinha (Promessas, Promessas)
- 2009 - In Brasile le Zap Mama (gruppo belga) duettano con l'attore francese Vincent Cassel (che per l'occasione ha tradotto il testo recitato in portoghese), in una curiosa versione bilingue, inserita nell'album ReCreation
- Kid Abelha

in tedesco (Worte, nur Worte)
- 1973 - Dalida e Friedrich Schütter
- 1984 - Dalida e Harald Juhnke
- Vicky Léandros e Ben Becker (Gerede Gerede)
- 2009 - Jens Wawrczeck e Andreas Fröhlich per il tour Die drei Fragezeichen

in olandese (Die woorden, die woorden)
- 1973 - duo belga Nicole e Hugo
- 1973 - Liesbeth List e Ramses Shaffy (Gebabbel, testo di Cees Nooteboom), parodiato nel 1992 dalla cantante Willeke Alberti con il comico Paul de Leeuw che raggiungono il 2º posto nella Dutch Top 40

in turco
- 2006|1975 - la cantante ed attrice Ajda Pekkan nell'album Ajda con il titolo Palavra Palavra
- 2006 - il comico Beyazit Öztürk, dal vivo durante un concerto

in catalano (Paraules, paraules, testo di Josep Maria Andreu)
- 1996 - Núria Feliu con l'attore Albert Closes [17]

in giapponese (Amai Sasayaki)
- Akiko Nakamura e Toshiyuki Hosokawa

strumentale

- Fabrizio Bosso
- Gil Ventura
- Enrico Intra ed Ezio Leoni nell'album del 1972 Discoteca Numero Uno (Ri-Fi, RDZ ST 14217)
- 1975 - Shigeo Sekitō (あまい囁き / Paroles Paroles)